# 51
Il 51 (LI in numeri romani) è un anno  del I secolo.

## Eventi

### Impero romano
- Il prefetto del pretorio Sesto Afranio Burro viene incaricato da Seneca di essere maestro di Nerone.
- Il governatore della Britannia Publio Ostorio Scapula sconfigge i Siluri (guidati da Carataco) nel Galles centrale, dove sono stanziati gli Ordovici. Dopo la disfatta Carataco fugge dal campo di battaglia e cerca rifugio presso Cartimandua, regina dei Briganti, che però è alleata dei Romani e lo tradisce consegnandolo a Ostorio. Nonostante la cattura di Carataco, i Siluri continuano la rivolta.
- L'imperatore Claudio organizza un trionfo a Roma dove viene "esposto" il prigioniero Carataco, il cui modo di comportarsi dignitoso e fiero convince l'imperatore a risparmiargli la vita e permettere a lui e alla sua famiglia di vivere per un breve periodo di tempo a Roma senza limitazioni.

### Asia
- Dopo pochi mesi dalla sua salita sul trono dell'Impero partico, Vonone II muore. Gli succede suo figlio Vologase I.

### Religioni
- Nella sua Lettera ai Galati, Paolo di Tarso sostiene la separazione fra cristianesimo ed ebraismo.

## Nati
- 24 ottobre - Domiziano, imperatore romano († 96)

## Morti
- Callisto, romano
- Carataco, principe britanno
- Gotarze II, sovrano
- Lucio Vitellio il Vecchio, politico romano (n. 10 a.C.)
- Vonone II, sovrano partico

## Calendario
| Calendario 51 | Calendario 51 | Calendario 51 | Calendario 51 | Calendario 51 | Calendario 51 | Calendario 51 | Calendario 51 | Calendario 51 | Calendario 51 | Calendario 51 | Calendario 51 | Calendario 51 | Calendario 51 | Calendario 51 | Calendario 51 | Calendario 51 | Calendario 51 | Calendario 51 | Calendario 51 | Calendario 51 | Calendario 51 | Calendario 51 | Calendario 51 | Calendario 51 | Calendario 51 | Calendario 51 | Calendario 51 | Calendario 51 | Calendario 51 | Calendario 51 | Calendario 51 | Calendario 51 |
| ------------- | ------------- | ------------- | ------------- | ------------- | ------------- | ------------- | ------------- | ------------- | ------------- | ------------- | ------------- | ------------- | ------------- | ------------- | ------------- | ------------- | ------------- | ------------- | ------------- | ------------- | ------------- | ------------- | ------------- | ------------- | ------------- | ------------- | ------------- | ------------- | ------------- | ------------- | ------------- | ------------- |
|               | 1             | 2             | 3             | 4             | 5             | 6             | 7             | 8             | 9             | 10            | 11            | 12            | 13            | 14            | 15            | 16            | 17            | 18            | 19            | 20            | 21            | 22            | 23            | 24            | 25            | 26            | 27            | 28            | 29            | 30            | 31            |               |
| Gennaio       | Ve            | Sa            | Do            | Lu            | Ma            | Me            | Gi            | Ve            | Sa            | Do            | Lu            | Ma            | Me            | Gi            | Ve            | Sa            | Do            | Lu            | Ma            | Me            | Gi            | Ve            | Sa            | Do            | Lu            | Ma            | Me            | Gi            | Ve            | Sa            | Do            |               |
| Febbraio      | Lu            | Ma            | Me            | Gi            | Ve            | Sa            | Do            | Lu            | Ma            | Me            | Gi            | Ve            | Sa            | Do            | Lu            | Ma            | Me            | Gi            | Ve            | Sa            | Do            | Lu            | Ma            | Me            | Gi            | Ve            | Sa            | Do            |               |               |               |               |
| Marzo         | Lu            | Ma            | Me            | Gi            | Ve            | Sa            | Do            | Lu            | Ma            | Me            | Gi            | Ve            | Sa            | Do            | Lu            | Ma            | Me            | Gi            | Ve            | Sa            | Do            | Lu            | Ma            | Me            | Gi            | Ve            | Sa            | Do            | Lu            | Ma            | Me            |               |
| Aprile        | Gi            | Ve            | Sa            | Do            | Lu            | Ma            | Me            | Gi            | Ve            | Sa            | Do            | Lu            | Ma            | Me            | Gi            | Ve            | Sa            | Do            | Lu            | Ma            | Me            | Gi            | Ve            | Sa            | Do            | Lu            | Ma            | Me            | Gi            | Ve            |               |               |
| Maggio        | Sa            | Do            | Lu            | Ma            | Me            | Gi            | Ve            | Sa            | Do            | Lu            | Ma            | Me            | Gi            | Ve            | Sa            | Do            | Lu            | Ma            | Me            | Gi            | Ve            | Sa            | Do            | Lu            | Ma            | Me            | Gi            | Ve            | Sa            | Do            | Lu            |               |
| Giugno        | Ma            | Me            | Gi            | Ve            | Sa            | Do            | Lu            | Ma            | Me            | Gi            | Ve            | Sa            | Do            | Lu            | Ma            | Me            | Gi            | Ve            | Sa            | Do            | Lu            | Ma            | Me            | Gi            | Ve            | Sa            | Do            | Lu            | Ma            | Me            |               |               |
| Luglio        | Gi            | Ve            | Sa            | Do            | Lu            | Ma            | Me            | Gi            | Ve            | Sa            | Do            | Lu            | Ma            | Me            | Gi            | Ve            | Sa            | Do            | Lu            | Ma            | Me            | Gi            | Ve            | Sa            | Do            | Lu            | Ma            | Me            | Gi            | Ve            | Sa            |               |
| Agosto        | Do            | Lu            | Ma            | Me            | Gi            | Ve            | Sa            | Do            | Lu            | Ma            | Me            | Gi            | Ve            | Sa            | Do            | Lu            | Ma            | Me            | Gi            | Ve            | Sa            | Do            | Lu            | Ma            | Me            | Gi            | Ve            | Sa            | Do            | Lu            | Ma            |               |
| Settembre     | Me            | Gi            | Ve            | Sa            | Do            | Lu            | Ma            | Me            | Gi            | Ve            | Sa            | Do            | Lu            | Ma            | Me            | Gi            | Ve            | Sa            | Do            | Lu            | Ma            | Me            | Gi            | Ve            | Sa            | Do            | Lu            | Ma            | Me            | Gi            |               |               |
| Ottobre       | Ve            | Sa            | Do            | Lu            | Ma            | Me            | Gi            | Ve            | Sa            | Do            | Lu            | Ma            | Me            | Gi            | Ve            | Sa            | Do            | Lu            | Ma            | Me            | Gi            | Ve            | Sa            | Do            | Lu            | Ma            | Me            | Gi            | Ve            | Sa            | Do            |               |
| Novembre      | Lu            | Ma            | Me            | Gi            | Ve            | Sa            | Do            | Lu            | Ma            | Me            | Gi            | Ve            | Sa            | Do            | Lu            | Ma            | Me            | Gi            | Ve            | Sa            | Do            | Lu            | Ma            | Me            | Gi            | Ve            | Sa            | Do            | Lu            | Ma            |               |               |
| Dicembre      | Me            | Gi            | Ve            | Sa            | Do            | Lu            | Ma            | Me            | Gi            | Ve            | Sa            | Do            | Lu            | Ma            | Me            | Gi            | Ve            | Sa            | Do            | Lu            | Ma            | Me            | Gi            | Ve            | Sa            | Do            | Lu            | Ma            | Me            | Gi            | Ve            |               |